# خوليو سيزار إيغروس
خوليو سيزار إيغروس (بالإسبانية: Julio César Yegros)‏ (مواليد 31 يناير 1971) هو لاعب كرة قدم. يلعب مع منتخب باراغواي لكرة القدم. سبق له أن لعب في كأس العالم لكرة القدم مع منتخب بلاده.

## روابط خارجية
- خوليو سيزار إيغروس على موقع الاتحاد الدولي (مؤرشف)  (الإنجليزية)
- خوليو سيزار إيغروس على موقع قاعدة بيانات كرة القدم.إي يو (الإنجليزية)
- خوليو سيزار إيغروس على موقع قاعدة بيانات كرة القدم.إي يو (الإنجليزية)
- خوليو سيزار إيغروس على موقع ناشيونال فوتبول تيمز (الإنجليزية)
- خوليو سيزار إيغروس على موقع أوليمبيديا (الإنجليزية)